# セント・ジェームス病院
『セント・ ジェームス病院』(St. James Infirmary Blues) は、アメリカ合衆国の伝承曲。原曲の作詞者、作曲者は不明だがジョー・プリムローズ(Joe Primrose)（アーヴィング・ミルズの変名）が作詞、作曲の登録を行っている。
多くのアーティストによりカバーされているが、1928年にルイ・アームストロングがレコーディングしたバージョンが有名である。今日でもジャズ、ブルースの古典として知られている。
邦題としては、『聖ジェームス病院』、『セント・ ジェームス病院ブルース』、『セント・ ジェームス病院のブルース』というものもある。
「亡くなった子供に会いにセント・ ジェームス病院へ行く」といった内容の歌詞。
本曲の原曲だと考えられている曲には、アメリカ民謡の『ラレード通り』であるが、この『ラレード通り』の更なる原曲が、アイルランド民謡の『The Unfortunate Rake (en:The Unfortunate Rake)』である。『The Unfortunate Rake』は、セント・ジェームズ病院（St.James　Hospital)で、売春による性感染症で死んだ事を歌った内容となっている。

## 日本人によるカバー
- 浅川マキ
  - アルバム「裏窓 MAKI V」に収録（日本語詞作詞：浅川マキ）。

- 森進一
  - シングル「サマータイム」のB面に収録（日本語詞作詞：荒木とよひさ）。